# Lori Lightfoot
Lori Elaine Lightfoot (Massillon, 4 agosto 1962) è una politica statunitense, sindaca di Chicago dal 2019 al 2023, prima donna afroamericana e prima  apertamente lesbica della storia degli Stati Uniti d'America a ricoprire il ruolo di sindaco in una grande metropoli.

## Biografia
Nata a Massillon, nell'Ohio, è la più giovane di quattro figli di un'assistente sanitaria e di padre operaio.  È cresciuta in un quartiere prevalentemente bianco sul lato ovest della città.  Si diploma alla Washington High School di Massillon, dove è trombettista nella banda scolastica e playmaker della squadra di basket. Si laurea a pieni voti in scienze politiche presso l'Università del Michigan nel 1984 e lavora nello stesso tempo in fabbrica in estate per aiutare a pagare le rette per l'istruzione. Mentre Lightfoot frequentava l'università, il fratello maggiore è arrestato per una rapina in banca.
Lightfoot inizia a lavorare per i membri del Congresso Ralph Regula e Barbara Mikulski prima di decidere di frequentare la facoltà di legge,  chiarendo di non averla scelta a causa dei problemi legali del fratello, ma perché voleva un lavoro che offrisse l'indipendenza finanziaria. Si iscrive alla facoltà di giurisprudenza dell'Università di Chicago, dove ha ricevuto una borsa di studio completa. Si laurea nel 1989 lavorando contemporaneamente come impiegata per il giudice Charles Levin della Corte Suprema del Michigan.
Dopo la laurea lavora come praticante nello studio legale Mayer Brown, difendendo aziende, politici repubblicani, clienti accusati di discriminazione razziale contro gli afro-americani. Entra quindi nel settore pubblico come vice procuratore degli Stati Uniti per il distretto settentrionale dell'Illinois. Racconterà in seguito i motivi che l'hanno spinta a quella scelta: il desiderio di rappresentare la comunità afro-americana, un senso di ingiustizia basato sull'omicidio di un membro della famiglia da parte di un componente del Ku Klux Klan negli anni Venti, i guai giudiziari del fratello. In questo ruolo aiuta a perseguire gli accusati di reati federali, compresi i reati di droga, collabora con l'FBI in in'indagine di corruzione a Chicago, aiuta a far condannare un assessore.
Nel 2002 Lightfoot diventa responsabile dell'Ufficio per gli standard professionali della polizia di Chicago, un gruppo di controllo della polizia ormai scomparso, su proposta del sovrintendente della polizia Terry Hillard. In questo ruolo, ricoperto per due anni, ha indagato su possibili casi di cattiva condotta della polizia. Un articolo del Chicago Tribune ha rilevato che le indagini dell'Ufficio per gli standard professionali spesso mancavano di precisione, Lightfoot ha sostenuto che le sue raccomandazioni per l'azione disciplinare sono state spesso respinte dal dipartimento di polizia. Successivamente è diventata presidente del consiglio di polizia di Chicago.
Lightfoot è diventata sindaco dopo essere arrivata prima al primo turno delle elezioni amministrative 2019 della città di Chicago e sconfiggendo al ballottaggio Toni Preckwinkle il 2 aprile 2019.
Alle elezioni del 28 febbraio 2023 è stata sconfitta al primo turno, raggiungendo appena il 17% dei voti ed arrivando terza. Tuttavia, rimarrà in carica fino al 4 aprile, data prevista per il ballottaggio. Per la prima volta dal 1979, un sindaco uscente di Chicago perde la rielezione. L'amministrazione Lightfoot è stata fortemente criticata in quanto durante il quadriennio, la città è tornata a registrare episodi di violenza come non succedeva dagli anni '90. L'ultimo sondaggio sul tasso di approvazione di Lightfoot ha evidenziato come quasi il 70% dei cittadini della città giudicassero il suo operato come negativo.

## Razzismo
Nel 2021 Lightfoot ha rifiutato di parlare con i giornalisti bianchi della città di Chicago.

## Vita privata
Lightfoot risiede nel quartiere di Logan Square, sulla North Side di Chicago. È sposata con Amy Eshleman, ex dipendente della biblioteca pubblica di Chicago. I due convivono insieme alla loro figlia adottiva Vivian.